# Barna ökörszem
A barna ökörszem (Campylorhynchus griseus) a madarak osztályának verébalakúak (Passeriformes) rendjébe és az ökörszemfélék (Troglodytidae) családjába tartozó faj.

## Rendszerezése
A fajt William John Swainson angol ornitológus írta le 1837-ben, a Furnarius nembe Furnarius griseus néven.

## Alfajai
- Campylorhynchus griseus albicilius (Bonaparte, 1854) - észak-Kolumbia és északnyugat-Venezuela
- Campylorhynchus griseus bicolor (Pelzeln, 1875) - nyugat-Kolumbia
- Campylorhynchus griseus zimmeri (Borrero & Hernandez-Camacho, 1958) - közép-Kolumbia
- Campylorhynchus griseus minor (Cabanis, 1850) - kelet-Kolumbia és észak-Venezuela
- Campylorhynchus griseus pallidus (W. H. Phelps & W. H. Phelps Jr, 1947) - dél-Venezuela
- Campylorhynchus griseus griseus (Swainson, 1838) - kelet-Venezuela, Guyana és észak-Brazília [2]

## Előfordulása
Brazília, Kolumbia, Guyana és Venezuela területén honos. Természetes élőhelyei a szubtrópusi vagy trópusi száraz erdők, síkvidéki esőerdők és cserjések, valamint másodlagos erdők. Állandó, nem vonuló faj.

## Megjelenése
Testhossza 22 centiméter.

## Természetvédelmi helyzete
Az elterjedési területe nagyon nagy, egyedszáma pedig stabil. A Természetvédelmi Világszövetség Vörös listáján nem fenyegetett fajként szerepel.